# Suncus murinus
Suncus murinus är en däggdjursart som först beskrevs av Carl von Linné 1766.  Suncus murinus ingår i släktet Suncus och familjen näbbmöss. IUCN kategoriserar arten globalt som livskraftig. Inga underarter finns listade i Catalogue of Life.

## Utseende
Arten påminner liksom andra näbbmöss om en mus med långsträckt och spetsig nos. Den blir med svans 10 till 15 cm lång. Honor är med 23,5 till 82 g lättare än hanar som väger 33 till 147 g. Den korta och lena pälsen har en grå till svartaktig färg. Hanar har körtlar som avsöndrar en vätska med myskliknande doft.

## Utbredning och habitat
Denna näbbmus har ett stort utbredningsområde i södra Asien. Den förekommer från östra Afghanistan till sydöstra Kina och söderut till Sri Lanka, Timor och Halmahera. Dessutom blev arten introducerad i Filippinerna, på Arabiska halvön och på flera ställen i östra Afrika, inklusive Madagaskar. Habitatet varierar mellan skogar, buskskogar och gräsmarker. Som kulturföljare är Suncus murinus vanlig på jordbruksmark, i trädgårdar och i städer.

## Ekologi
Suncus murinus är aktiv på natten och lever huvudsakligen ensam. Födan utgörs främst av insekter och av små däggdjur. Dessutom äter arten andra ryggradslösa djur, olika växtdelar och människans matrester. På grund av den höga ämnesomsättningen måste näbbmusen äta mycket.
På sydostasiatiska öar jagas näbbmusen av ormen Boiga irregularis. Andra predatorer undviker Suncus murinus vanligen på grund av den stränga lukten.
Honor kan para sig hela året men de flesta ungar föds under våren och sommaren. Dräktigheten varar cirka 30 dagar och en kull har 4 till 8 ungar. Före ungarnas födelse bygger modern och fadern ett näste av mjukt material. Ungarna stannar där tills de väger 75 procent av de vuxna djurens vikt. Efter 12 (sällan) till 20 dagar slutar honan med digivning. Cirka 35 dagar efter födelsen blir ungarna könsmogna. Individerna blir i naturen ett eller två år gamla. I fångenskap kan de leva 2,5 år.

## Suncus murinusoch människor
Arten betraktas ibland som störande när den besöker människans samhällen på grund av sitt högljudda beteende och för den stränga lukten. Å andra sidan dödar den många skadeinsekter och kanske en och annan gnagare. Ljudet som näbbmusen framkallar påminner och ljudet från mynt och därför är arten i Kina känd som "pengarnas näbbmus".

## Bildgalleri

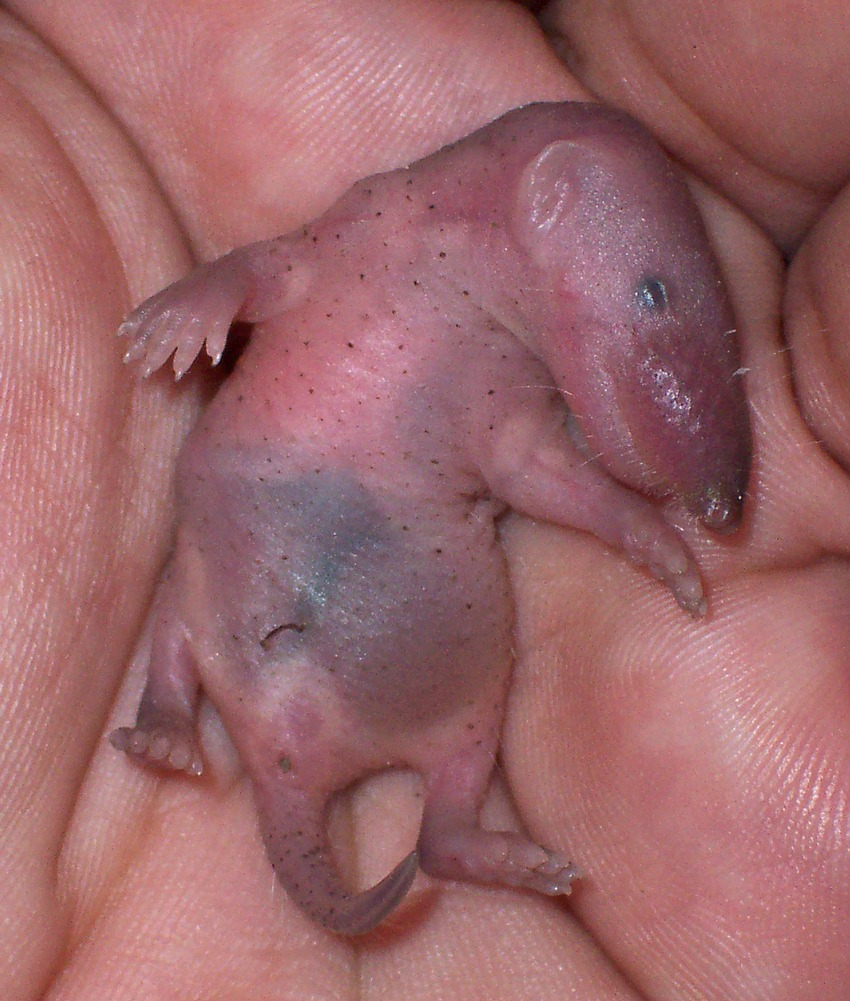
Nyfödd unge
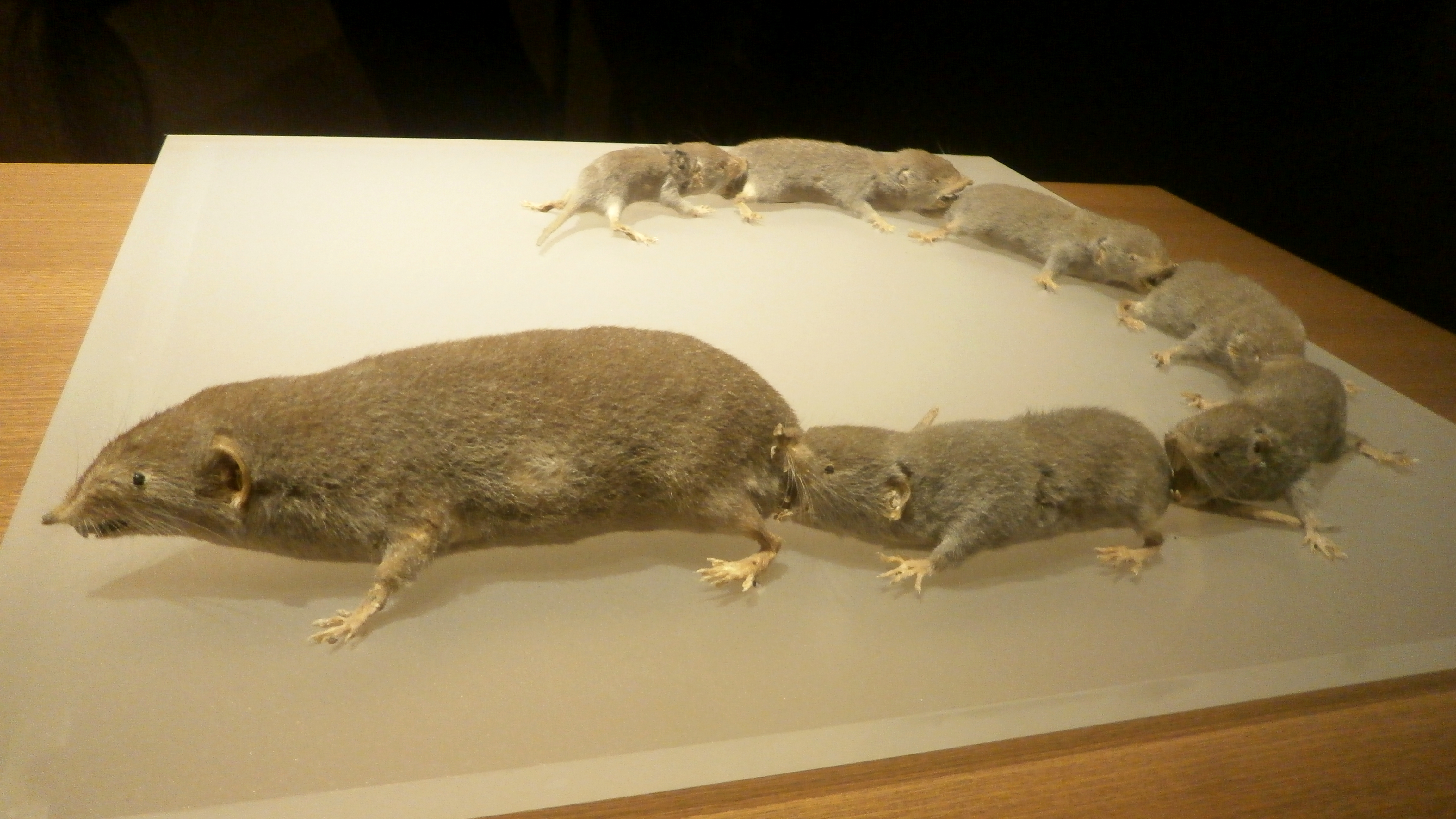
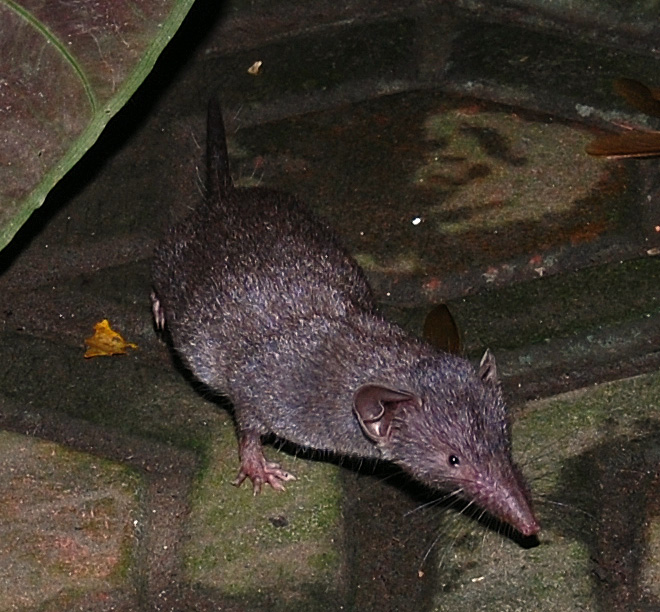